# Pieter Brattinga

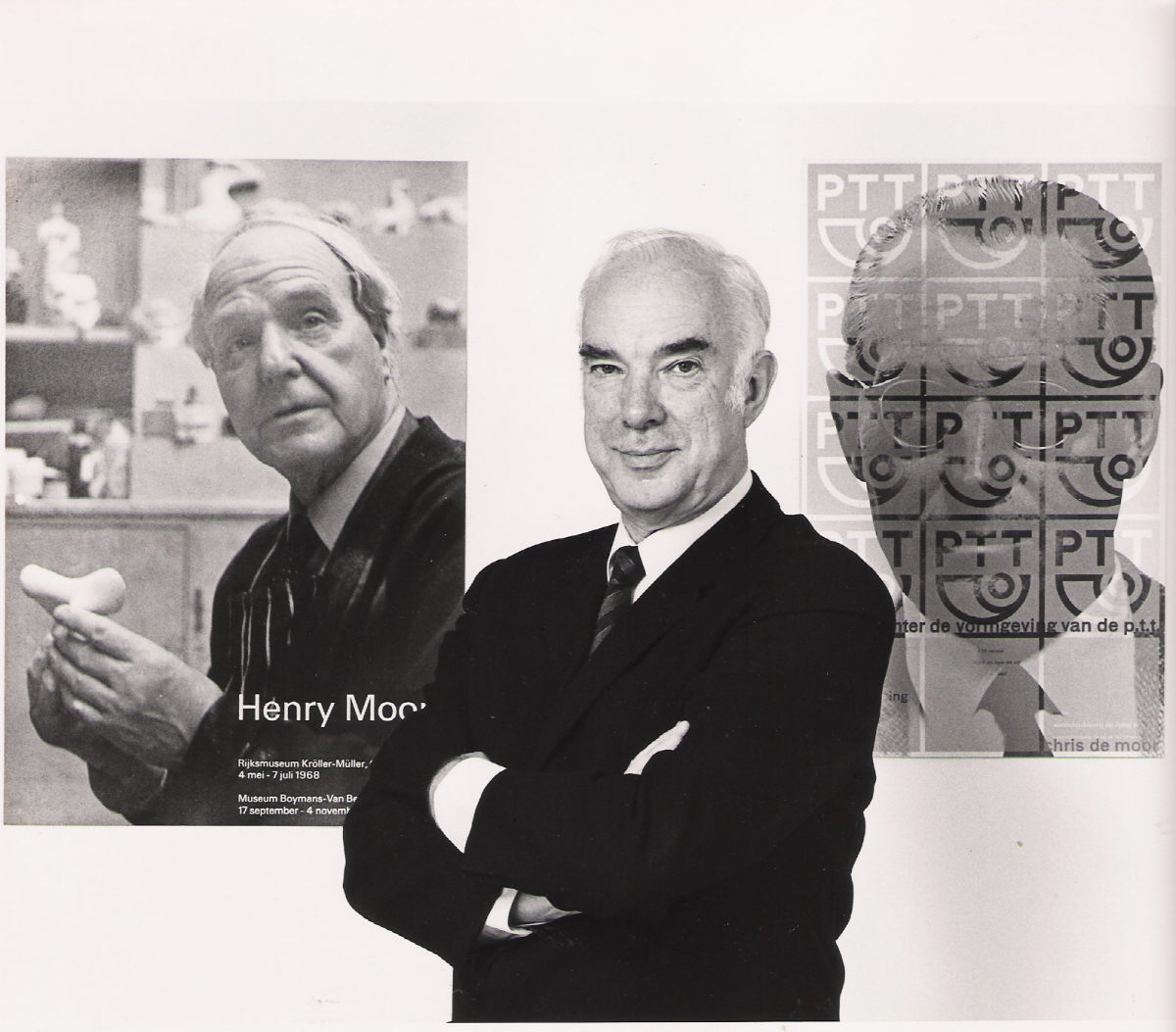
Pieter Brattinga bij door hem ontworpen affiches (foto gemaakt door Ferry André de la Porte)

Pieter Brattinga (Hilversum, 31 januari 1931 - Kootwijk, 8 juli 2004) was een Nederlands grafisch ontwerper die met name bekendheid verwierf als promotor van vormgeving.

## Werkzaamheden
Van 1951 tot 1974 was Brattinga director of design bij Steendrukkerij De Jong & Co in Hilversum, waarvoor hij ook tentoonstellingen maakte en waar hij de fameuze Kwadraatbladen uitgaf.
Tussen 1960 en 1964 was hij hoogleraar en voorzitter van de faculteit visuele communicatie aan het Pratt Institute in Brooklyn, New York.
In 1964 richtte hij zijn eigen bureau Form Mediation International op.
In 1963 was Brattinga ook betrokken bij de oprichting van de International Council of Graphic Design Associations (Icograda) waar hij tot 1970 secretaris-generaal van bleef.
Vanaf 1969 heeft Brattinga diverse postzegels ontworpen voor de PTT, onder andere de bevrijdingszegels uit 1985, de zilveren jubileumzegel voor koningin Juliana der Nederlanden en de zegel ter gelegenheid van de 60e verjaardag van haar echtgenoot, prins Bernhard van Lippe-Biesterfeld.
In 1972 opende Brattinga zijn Print Gallery in zijn woonhuis aan de Amsterdamse Prinsengracht nummer 628. In de loop van jaren hebben talloos veel grafisch ontwerpers hun experimenteel drukwerk in deze galerie kunnen exposeren.
In 1973 was Brattinga voorzitter van de Nederlandse Kunst Stichting, die meer dan honderd tentoonstellingen door het hele land verzorgde. Instellingen konden een collectie huren voor 125 gulden per week. De beschikbare kunst had een zeer diverse vorm, van foto's tot schoolprenten, affiches tot strips, enzovoort.
Van 1971 tot 1995 ontfermde Brattinga zich als oprichter en directeur in het rechtenbureau Mercis over de zakelijke belangen en de auteursrechten van jeugdvriend Dick Bruna. Het is zeker voor een groot deel aan Brattinga te danken dat Dick Bruna's Nijntje wereldwijd beroemd werd, speciaal ook in Japan, waar Brattinga voor Bruna goede contacten legde. De Engelse media schatten de waarde van het merk Nijntje in 2013 op € 190 miljoen.

## Karakterisering
Brattinga's biografe, Geneviève Waldman, koos als algemene karakterisering van de vele functies van Brattinga het woord 'communicatie', en, in navolging van de Nederlandse grafisch ontwerper Gerard Wernars, voor de aanduiding 'een creatief organisator'. Want "Brattinga bracht voortdurend mensen met elkaar in contact, speelde een bemiddelende rol tussen ontwerpers en kunstenaars enerzijds en zakenmensen, museummedewerkers en ambtenaren anderzijds, en probeerde steeds met behulp van woord en/of beeld informatie over te dragen." Recensenten noemden hem een 'kosmopoliet', 'duizendpoot', 'polyglot' en 'alleskunner'.

## Onderscheiding
In 1983 werd Brattinga benoemd tot Ridder in de Orde van Oranje-Nassau.